# Opine
 (janvier 2012).
Les opines sont des composés  spécifiques d'une tumeur végétale, la galle du collet ou crown gall, ou le broussin de vigne, induite par des bactéries pathogènes du genre Agrobacterium. Les racines induites sous l'action d'Agrobacterium rhizogenes produisent aussi des opines.

Méthode de synthèse générale des opines.

Les opines résultent le plus souvent de la condensation d'un acide aminé et d'un acide cétonique, ou d'un acide aminé et d'un sucre. Une vingtaine d'opines ont été identifiées. Toutes ces opines ne sont pas présentes en même temps dans une tumeur donnée. Les plus connues des opines sont l'octopine (aussi trouvée dans les muscles du poulpe ou octopus, d'où le nom, lors de la contraction anaérobie) et la nopaline (trouvée dans des tumeurs de figuiers de barbarie ou nopal). 
La synthèse des opines dans les végétaux transfectés par Agrobacterium s'effectue sous la dépendance des produits de gènes bactériens transférés et exprimés dans les cellules de plantes (gènes de l'ADN-T ou T-DNA, voir l'article sur Agrobacterium). Dans les tumeurs, les opines servent de sources de carbone et - pour certaines - d'azote spécifiques à la bactérie qui a induit cette tumeur, et de signal inducteur du transfert par conjugaison du plasmide Ti d'Agrobacterium, porteur de la plupart des déterminants du pouvoir pathogène. 
Dans la galle du collet, tout se passe donc comme si la bactérie se créait une niche écologique où la présence d'opines favorisait sa croissance et la dissémination du pouvoir pathogène. Ce phénomène est connu sous le nom de concept d'opine.
Les gènes impliqués dans l'utilisation des opines étant portés par le plasmide pathogène d'Agrobacterium, une souche incapable d'utiliser les opines a généralement perdu sa virulence.